# Dos por uno (telenovela)
Dos por uno es una telenovela chilena de comedia dramática creada y escrita por Sebastián Arrau. Se estrenó por Televisión Nacional de Chile el 11 de marzo de 2013, y concluyó el 23 de agosto de 2013.

## Sinopsis
Ramiro, un hombre trabajador que lucha por cuidar a sus tres hijas. Su vida da un giro dramático cuando, tras unas vacaciones, descubre que su casa ha sido embargada y es despedido injustamente de su trabajo. En medio de este caos, Ramiro se ve involucrado en un accidente que deja a la nueva ejecutiva del supermercado, Valentina, fuera de su trabajo. Desesperado, decide hacerse pasar por ella para ocupar su puesto y mantener su empleo.
Con la ayuda de su amiga Rita, Ramiro aprende a adaptarse a su nueva identidad y se enfrenta a desafíos en su trabajo y en casa. Mientras mantiene su secreto, surge una relación de amor con Valentina, quien se recupera del accidente.

## Reparto

### Principales
- Diego Muñoz como Ramiro Hernández / Valentina Infante
- Carolina Varleta como Valentina Infante
- Francisco Melo como Gonzalo Meyer
- Mariana Loyola como Rita Casas
- Matías Oviedo como Pablo Saavedra
- Antonia Santa María como Angie Pávez[5]
- Gloria Münchmeyer como Carlota Pinto
- Ximena Rivas como Silvia Villanueva
- Loreto Valenzuela como Isidora Goycochea
- Adela Secall como Alejandra Morales
- José Martínez como Rodrigo Jorquera
- María José Illanes como Adriana Ibarra
- Hernán Contreras como Marco Barrientos
- Constanza Piccoli como Aurora Salinas
- Teresita Reyes como Lucy Santos
- Claudio Olate como Nelson Órdenes
- Belén Soto como Rafaela Hernández
- Giovanni Carella como Willy Casas
- Antonella Castagno como Daniela Hernández
- Valentina Vogel como Constanza Hernández

## Audiencia
En su debut el día 11 de marzo, la teleserie logró un desempeño de 21,5 puntos promedio, una alentadora cifra tras el fracaso causado por el alargue de su antecesora Pobre Rico. Con el paso de los días el índice de audiencia comenzó a caer, pero sin bajar de los 13 puntos, siendo en ocasiones, incluso superada por Graduados de Chilevisión. Su final fue transmitido el 23 de agosto de 2013 con un índice de audiencia promedio de 17,1 unidades.
A lo largo de toda la teleserie promedió un índice de audiencia promedio de 14,3 unidades siendo superada por su antecesora Pobre rico de 17,8 índice de audiencia hogares.

## Banda sonora
| Intérprete                    | Tema                              | Personaje(s)                 | Actor(es)                                        |
| ----------------------------- | --------------------------------- | ---------------------------- | ------------------------------------------------ |
| DJ Méndez                     | «Me estoy volviendo loco»         | Tema central                 | Tema central                                     |
| Los Vásquez                   | «Enamorado»                       | Ramiro y Valentina           | Diego Muñoz y Carolina Varleta                   |
| Paulina Rubio                 | «Boys Will Be Boys»               | Rafaela, Daniela y Constanza | Belén Soto, Antonella Castagno y Valentina Vogel |
| Gocho ft. Wisin               | «Si te digo la verdad»            | Rafaela y Willy              | Belén Soto y Giovanni Carella                    |
| José de Rico ft. Henry Méndez | «Rayos de sol»                    | "Brigitte" / "Valentina"     | Diego Muñoz                                      |
| Matt Hunter                   | «Mi señorita»                     | Pablo y Daniela              | Matías Oviedo y Antonella Castagno               |
| Reik                          | «Te fuiste de aquí»               | Ramiro y Alejandra           | Diego Muñoz y Adela Secall                       |
| Daddy Yankee                  | «Pasarela»                        | Aurora y Pablo / Aurora      | Constanza Piccoli y Matías Oviedo                |
| Chino y Nacho                 | «Regálame un muack»               | Rita y Gonzalo               | Mariana Loyola y Francisco Melo                  |
| Wisin y Yandel                | «Algo me gusta de ti»             | Pablo y Angy                 | Matías Oviedo y Antonia Santa María              |
| Río Roma                      | «Tan solo un minuto»              | Marcos y Alejandra           | Hernán Contreras y Adela Secall                  |
| Mario Guerrero                | «He vuelto a respirar»            | Alejandra y Gonzalo          | Adela Secall y Francisco Melo                    |
| Chico Trujillo                | «Calientame la sopa con un hueso» | Nelson                       | Claudio Olate                                    |
| Baby Rasta y Gringo           | «Luna llena»                      | Aurora y Nelson              | Constanza Piccoli Molina y Claudio Olate         |
| Pitbull                       | «Sube las manos pa' arriba»       | Ocasiones                    | Ocasiones                                        |
| Dj Cugon                      | «Cuéntame por qué la vi llorar»   | Ocasiones                    | Ocasiones                                        |
| Daddy Yankee                  | «Limbo»                           | Ocasiones                    | Ocasiones                                        |
| Don Omar                      | «Zumba»                           | Ocasiones                    | Ocasiones                                        |
| Carlos Vives Ft. Michel Telo  | «Como le gusta a tu cuerpo»       | Ocasiones                    | Ocasiones                                        |